# Observatorio Iberoamericano de Protección de Datos
El Observatorio Iberoamericano de Protección de Datos, fue creado el 19 de enero de 2013, y su función es la de constituirse como un foro de encuentro donde ciudadanos, instituciones y empresas puedan compartir experiencias e ideas en el ámbito de la privacidad y la protección de datos desde la perspectiva de las diferentes legislaciones de protección de datos y su aplicación en los países iberoamericanos.
Entre sus finalidades se encuentra la de extender la cultura de la privacidad en los distintos países, tratar de favorecer el conocimiento de la legislación y jurisprudencia existente al respecto, los derechos y las acciones que les asisten a sus ciudadanos, y promover un clima de seguridad jurídica en el tratamiento de los datos de carácter personal, para lo cual se muestra una base de datos sobre las diferentes legislaciones, instituciones, principales sentencias y documentos de interés. El Observatorio Iberoamericano de Protección de Datos adopta la forma de iniciativa personal y carece de ánimo de lucro.

## Situación internacional
A nivel internacional es un momento crucial en el que se están produciendo avances normativos en el ámbito de la privacidad, la protección de datos y el desarrollo normativo del habeas data, por lo que la idea de que los ciudadanos, entidades e instituciones conozcan sus derechos y obligaciones para una correcta protección sus derechos fundamentales, es un instrumento necesario. Las diferentes regulaciones deben ahondar en una unificación de criterios de los diferentes países iberoamericanos, y deben completarse con medios e instrumentos que ofrezcan una defensa de los derechos. Igualmente propugna un sistema educativo que forme a las personas desde su infancia hasta su senectud, porque entiende que las personas deben conocer el tratamiento de sus datos, los actores intervinientes y la seguridad de los medios donde los facilitan, debiendo empezar la protección de datos por uno mismo.
En la actualidad, países como Colombia, República Dominciana, México, Uruguay, Costa Rica, Perú y Chile cuentan con legislación específica en materia de protección de datos, de igual forma Ecuador, Honduras y Panamá se encuentran elaborando proyectos de ley. La propia Organización de Estados Americanos hacía hincapié en 2013 de la necesidad de establecer una Ley Marco iberoamericana y que los propios países desarrollen su propia normativa nacional.

## Habeas dataen Iberoamérica
El habeas data nace como garantía constitucional del derecho contra la información abusiva, inexacta o perjudicial para las personas, íntimamente ligada al derecho a la protección de datos de carácter personal, permite el acceso registros y ficheros de datos, públicos y privados, con la finalidad de adecuar, actualizar, rectificar, cancelar o mantener en reserva la información del ciudadano afectado.
En su Declaración de Principios, la Comisión Interamericana de Derechos Humanos, establece en su principio tercero que “toda persona tiene derecho a acceder a la información sobre sí misma o sus bienes en forma expedita y no onerosa, ya esté contenida en bases de datos, registros públicos o privados y, en el caso de que fuere necesario, actualizarla, rectificar y/o enmendarla”.
En este contexto nace la acción del habeas data, como derecho de acceso y control sobre los datos de carácter personal de las personas, garantizando el derecho a la intimidad. La propia Convención Americana en sus artículos 13.2 y 11, protege el derecho a la privacidad, la honra y la reputación de las personas.
La acción constitucional impone ciertas obligaciones a las entidades, públicas y privadas, que tratan la información los datos recogidos deberán ser utilizados para los fines específicos y explícitos para los que fueron recogidos, debiendo garantizar la seguridad de los mismos, controlando el acceso por parte de personas no autorizadas. Los ciudadanos tienen derecho a conocer la legalidad en la recopilación de sus datos, quedando estos habilitados para que, en caso de haberse recabado de forma ilegal, solicitar la correspondiente sanción a los responsables. Esta acción constitucional aumenta el nivel de transparencia en el acceso a la información, así como el tratamiento y personas o entidades que acceden o son cesionarios de la misma.
La mera existencia de datos personales en registros públicos o privados, es motivo suficiente para el ejercicio de este derecho por las personas, no siendo necesaria fundamentación ni razones por las que la información es requerida.
La acción del habeas data está recogida en la mayoría de Constituciones de los Estados iberoamericanos, sírvase como ejemplo el artículo 15 de la Constitución Política de Colombia “todas las personas tienen derecho a su intimidad personal y familiar y a su buen nombre, y el Estado debe respetarlos y hacerlos respetar. De igual modo, tienen derecho a conocer, actualizar y rectificar las informaciones que se hayan recogido sobre ellas en los bancos de datos y en archivos de entidades públicas y privadas. En la recolección, tratamiento y circulación de datos se respetarán la libertad y demás garantías consagradas en la Constitución”.
La Constitución Política de la República del Ecuador de 2008, concretamente en su artículo 92., se establece que “toda persona, por sus propios derechos o como representante legitimado para el efecto, tendrá derecho a conocer de la existencia y a acceder a los documentos, datos genéticos, bancos o archivos de datos personales e informes que sobre sí misma, o sobre sus bienes, consten en entidades públicas o privadas, en soporte material o electrónico. Asimismo tendrá derecho a conocer el uso que se haga de ellos, su finalidad, el origen y destino de información personal y el tiempo de vigencia del archivo o banco de datos. Las personas responsables de los bancos o archivos de datos personales podrán difundir la información archivada con autorización de su titular o de la ley. La persona titular de los datos podrá solicitar al responsable el acceso sin costo al archivo, así como la actualización de los datos, su rectificación, eliminación o anulación. En el caso de datos sensibles, cuyo archivo deberá estar autorizado por la ley o por la persona titular, se exigirá la adopción de las medidas de seguridad necesarias. Si no se atendiera su solicitud, ésta podrá acudir a la jueza o juez. La persona afectada podrá demandar por los perjuicios ocasionados”.
La Constitución del Estado Centroamericano de Honduras de 1982, recoge en su artículo 76 la garantía al derecho al honor, a la intimidad personal, familiar y a la propia imagen, y en el artículo 182 el derecho fundamental de acceso a la información pública y privada, así como la garantía constitucional de habeas data: “El Estado reconoce la garantía de Hábeas Corpus o Exhibición Personal, y de Hábeas Data. En consecuencia en el Hábeas Corpus o Exhibición Personal, toda persona agraviada o cualquier otra en nombre de ésta tiene derecho a promoverla; y en el Hábeas Data únicamente puede promoverla la persona cuyos datos personales o familiares consten en los archivos, registros públicos o privados de la manera siguiente: (…) 2. El Hábeas Data: Toda persona tiene el derecho a acceder a la información sobre sí misma o sus bienes en forma expedita y no onerosa, ya esté contenida en bases de datos, registros públicos o privados y, en caso de que fuere necesario, actualizarla, rectificarla y-o enmendarla. Las acciones de Hábeas Corpus y Hábeas Data se ejercerán sin necesidad de poder ni de formalidad alguna, verbalmente o por escrito, utilizando cualquier medio de comunicación, en horas o días hábiles o inhábiles y libre de costas. Únicamente conocerá de la garantía del Hábeas Data la Sala de lo Constitucional de la Corte Suprema de Justicia, quien tendrá la obligación ineludible de proceder de inmediato para hacer cesar cualquier violación a los derechos del honor, intimidad personal o familiar y la propia imagen. Los titulares de los órganos jurisdiccionales no podrán desechar la acción de Hábeas Corpus o Exhibición Personal e igualmente tienen la obligación ineludible de proceder de inmediato para hacer cesar la violación a la libertad y a la seguridad personal. En ambos casos, los titulares de los órganos jurisdiccionales que dejaren de admitir estas acciones constitucionales, incurrirán en responsabilidad penal y administrativa. Las autoridades que ordenaren y los agentes que ejecutaren el ocultamiento del detenido o que en cualquier forma quebranten esta garantía incurrirán en el delito de detención ilegal”.
En el caso de Perú, en su Constitución Política de 1993, se reconoce en su artículo 2 el derecho de toda persona a solicitar sin expresión de causa la información que requiera y a recibirla de cualquier entidad pública, en el plazo legal, con el costo que suponga el pedido. Se exceptúan las informaciones que afectan la intimidad personal y las que expresamente se excluyan por ley o por razones de seguridad nacional, así como a que los servicios informáticos, computarizados o no, públicos o privados, no suministren informaciones que afecten la intimidad personal y familiar. A mayor abundamiento el artículo 200 establece, dentro de las garantías constitucionales “el habeas data, que procede contra el hecho u omisión, por parte de cualquier autoridad, funcionario o personal, que vulnera o amenaza los derechos a que se refiere el artículo 2º, incisos 5º y 6º de la Constitución”.
La Constitución Federal Brasileña del 5 de octubre de 1988 determina en su artículo 5, que el habeas data constituye un instrumento de defensa de los derechos individuales y colectivos “para asegurar el conocimiento de informaciones relativas a la persona del imperante, que obren en registros o bancos de datos de entidades del gobierno o de carácter público” y “para la rectificación de datos, cuando no se prefiera hacerlo por el proceso secreto, judicial o administrativo”.
Por último, a modo de ejemplo, la Constitución de Paraguay de 1992 incorpora el habeas data, reconociendo que “toda persona puede acceder a la información que sobre sí misma, o sobre sus bienes, obren en registros oficiales o privados de carácter público, así como conocer el uso que se haga de los mismos y de su finalidad. Podrá solicitar ante el magistrado competente, la actualización, la rectificación o destrucción de aquellos si fuesen erróneos o afectaren ilegítimamente sus derechos”.

## Colaboraciones
Los artículos del Observatorio son elaborados por los juristas, abogados, catedráticos, jueces y fiscales que colaboran desinteresadamente con él con la página web, que se encuentran categorizados en: ciberseguridad, educación, habeas data, Iberoamérica, instituciones, Internet, jurisprudencia, legislación, menores de edad, privacidad, redes sociales, sanciones y transparencia.
Al no disponer de línea editorial, los diferentes puntos de vista mostrados en ocasiones en los artículos publicados en la página web del Observatorio pueden enriquecer el debate jurídico y constituyen una fuente de consulta para aquellos que buscan información y opinión sobre la regulación y el tratamiento de los derechos reconocidos en las diferentes Constituciones y legislaciones iberoamericanas: el derecho al honor, a la privacidad a la propia imagen, entre otros.
Actualmente, la iniciativa cuenta colaboraciones desde España, Ecuador, Argentina, Perú, Panamá, Colombia, Chile, México, Portugal, Bolivia, Panamá, Cuba, Guatemala, Brasil, Costa Rica, Honduras, Santo Domingo, Uruguay, Venezuela y Paraguay entre otros. Además se encuentran colaborando instituciones como el Centro de Protección de Datos de la Defensoría del Pueblo de la Ciudad Autónoma de Buenos Aires, y Con vos en la web, iniciativa de la Dirección Nacional de Protección de Datos del Ministerio de Justicia de Argentina.

## Las Declaraciones
Se han elaborado diferentes Declaraciones por la iniciativa del Observatorio Iberoamericano de Protección de Datos Esas Declaraciones tratan de concienciar en la importancia de aplicar criterios normativos en materia de privacidad, protección de datos y habeas data, así como la unificación de criterios en los diferentes países iberoamericanos. Las Declaraciones van dirigidas tanto a los propios Estados e Instituciones, como empresas que tratan datos personales, y al ciudadano, cuyos datos deberían ser protegidos de una forma efectiva. Entienden las Declaraciones que el compromiso para una correcta protección de la privacidad y los datos de las personas debe ser un compromiso de todas las partes que intervienen en el tratamiento.
Las Declaraciones presentadas hasta el momento son:
- Declaración de Lima, hacia la unificación de criterios normativos sobre protección de datos y privacidad en Iberoamérica, presentada en la ciudad de Lima (Perú), el 12 de abril de 2013, por el Catedrático Reynaldo López Viera.

- Declaración de Barranquilla, hacia la unificación de instrumentos jurídicos para la protección de la privacidad, fue presentada en la ciudad de Barranquilla (Colombia), el 1 de junio de 2013, por el Juez Alexander Díaz García, en el transcurso del Congreso en Seguridad Informática y Telecomunicaciones.

- Declaración de Buenos Aires, hacia la unificación de criterios educativos para la protección de la privacidad en Iberoamérica, fue presentada en la Ciudad Autónoma de Buenos Aires (Argentina), el 11 de julio de 2013, por el Director del Centro de Protección de Datos, D. Eduardo Peduto, en la Defensoría del Pueblo de Buenos Aires.

- Declaración de Santiago, hacia la unificación de criterios sobre seguridad y protección de datos en Internet, presentada en la ciudad de Santiago (Chile), el 12 de septiembre de 2013, por el Pedro Huichalaf Roa, en el transcurso de la Seminario de Datos personales, organizado en la Facultad de Derecho de la Universidad de Chile, en colaboración con la ONG META.

- Declaración de la Plata, hacia la unificación de criterios en protección de datos personales de niñas, niños y adolescentes, fue presentada por Noemí Olivera, Docente-investigadora y Directora del Grupo de Estudio de la Complejidad en la Sociedad de la Información, el miércoles 20 de noviembre de 2013, en la Universidad Nacional de La Plata (Argentina), en el transcurso de la Jornada “El Mundo de Internet y las Redes Sociales: Aprendiendo a Cuidarnos” organizada por el Programa Nacional Con Vos en la Web de la Dirección Nacional de Protección de Datos Personales, el Centro de Protección de Datos Personales de la Defensoría del Pueblo de la Ciudad de Buenos Aires, y el Grupo de Estudio de la Complejidad en la Sociedad de la Información de la Facultad de Ciencias Jurídicas y Sociales de la Universidad Nacional de La Plata.

- Declaración de Riobamba, hacia la unificación de criterios y medidas de seguridad para una efectiva protección de datos, fue presentada en la Universidad de Chimborazo (ciudad de Riobamba de la República del Ecuador), el 29 de marzo de 2014, por Alexander Cuenca Espinosa, en el transcurso de la Inauguración del Curso de Formación y Especialización para Peritos Profesionales en Ecuador.